# Мадонна горы Кармель с душами в чистилище
«Мадонна горы Кармель с душами в чистилище» (итал. La Vergine del Carmelo con le anime del purgatorio) — картина итальянского живописца Джованни Батиста Тьеполо (1696-1770), представителя венецианской школы. Создана в период между 1721–1727 годами.
С 1925 года хранится в коллекции Пинакотеки Брера в Милане.

## История
Картина была заказана для часовни братства Эктеньи в церкви Сант'Аполлинаре в Венеции. После Наполеоновских войн полотно было продано на антикварном рынке и разделено на две части: левая половина, где изображены души чистилища и летящий над ними ангел, была отделена от главной сцены, где Мадонна озаряет сиянием святых кармелитского ордена.
Две половины полотна были приобретены на одном из парижских аукционов, в 1925 году подарены Пинакотеке Брера в Милане и снова окончательно объединены.

## Описание
Это полотно, которое относится к периоду расцвета Тьеполо, демонстрирует знание художником работ таких венецианских мастеров начала XVIII века, как Джованни Баттиста Пьяццетта и Себастьяно Риччи. Главная сцена изображает Деву Марию, которая передает святому Симону Стоку (1165-1265) монашеский капюшон, типичный для кармелитов. Это является как знаком, подтверждающим покровительство ордена Мадонной, так и символом искупления грехов.
Изображения душ чистилища происходит от назначения полотна: часовня братства Эктеньи использовалась и в практике искупления грехов. Этот сюжет часто встречается в живописи, и перед художником стояла задача найти органическое соотношение между страданиями и спасением через покаянные молитвы.
Рядом с Мадонной изображена святая Тереза Авильская (1515-1582). В искусстве эпохи барокко реформатор кармелитского ордена изображалась в момент мистического экстаза; Тьеполо не отображает черты ее лица, но предоставляет испанской святой силу духовного стремления, экзальтированную и взволнованную экспрессию.